# كولن كامبل سانبورن
كولن كامبل سانبورن (بالإنجليزية: Colin Campbell Sanborn)‏ هو عالم طيور وعالم حيوانات أمريكي، ولد في 12 يونيو 1897 في إيفانستون في الولايات المتحدة، وتوفي في 1 أغسطس 1962.